# Подорожненське озеро
Подорожненський сірчаний кар’єр — колишнє гірниче підприємство у Львівській області, що входило до складу Передкарпатського сірконосного басейну. Введений в експлуатацію у 1971 році як сировинна база для Роздільського гірничо-хімічного комбінату, що належав до виробничого об'єднання «Сірка». На місці рудника утворилося штучне Подорожненське озеро — одне з найбільших і найглибших колишніх сірчаних кар’єрів в Україні.

## Географія та геологія
```
Кар’єр розташовувався поблизу села 
Подорожнє
, у межах 
Стрийського району
 
Львівської області
. Район належить до Передкарпатського сірконосного басейну, утвореного в зоні контакту 
Волино-Подільської плити
 з Передкарпатським крайовим прогином.
```

Львівська область є однією з провідних гірничопромислових регіонів України і саме тут зосереджені одні з найбільших покладів самородної сірки у світі.

## Історія
Подорожненське родовище сірки було розвідане в середині 1960-х років.
1965 — розпочато будівництво кар’єру;
1971 — кар’єр введено в експлуатацію як сировинну базу Роздільського хімічного комбінату;
1972 — завершено будівництво кар’єру;
1997 — зупинено видобуток через економічну нерентабельність;
1998 — ухвалено рішення про ліквідацію підприємства та створено державне підприємство «Подорожненський рудник».
Видобуток вівся відкритим способом із застосуванням буровибухових робіт. Сірконосну породу транспортували самоскидами БелАЗ до дробильної установки, після чого подрібнену сировину залізницею доставляли на переробку до хімкомбінату в місті Новий Розділ. Переробка сірки безпосередньо на руднику не здійснювалася. Загальна площа території, зайнятої кар’єром, відвалами, водозбірниками та інфраструктурою, становила близько 1819 га.

## Ліквідація та рекультивація
```
У 2003–2013 роках реалізовувався проєкт «Закриття Подорожненського кар’єру і відновлення ландшафту в зоні діяльності 10 підприємств», розроблений фахівцями інституту ВАТ «Гірхімпром».

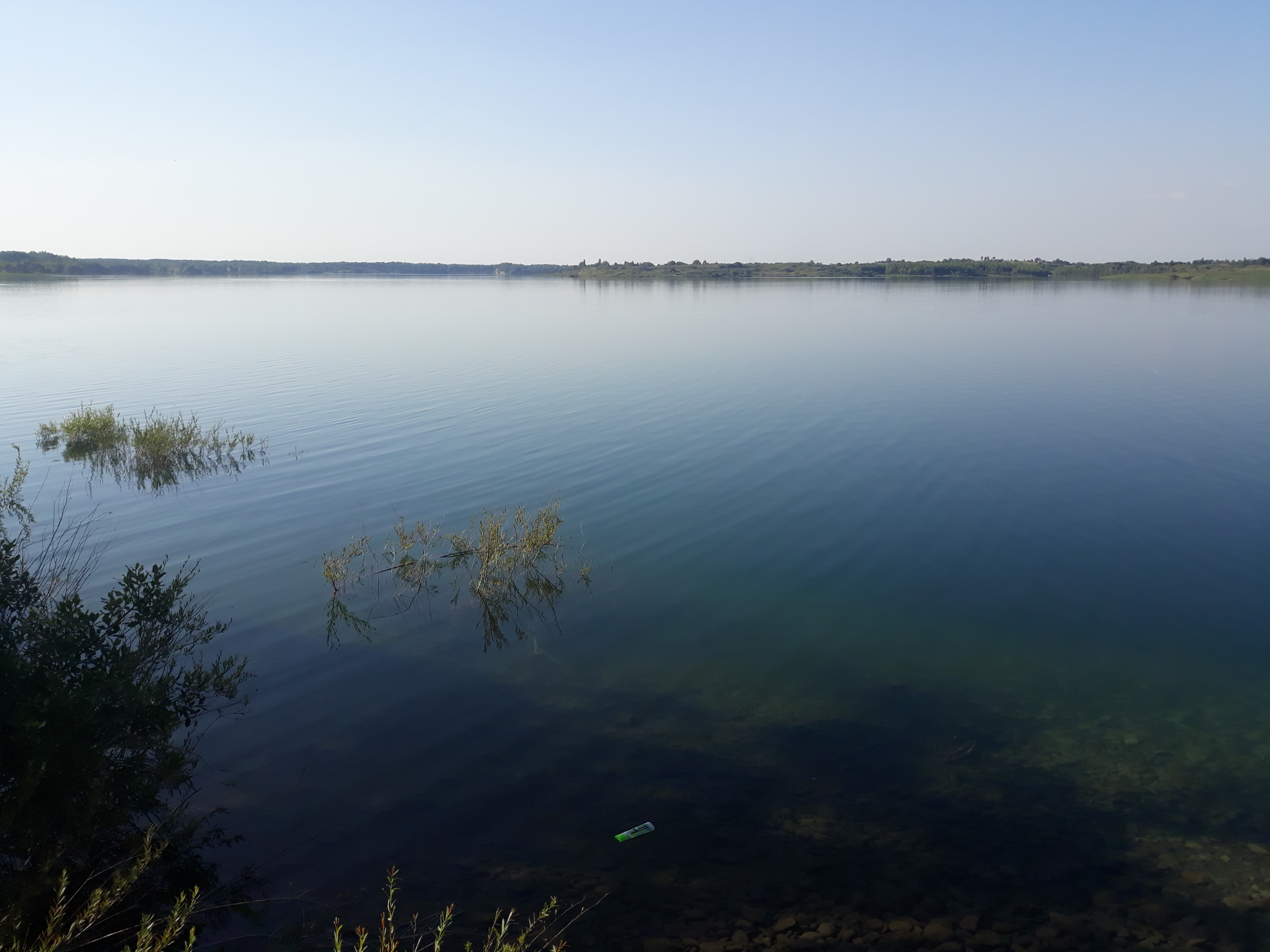

```

### Подорожненське озеро
Площа — близько 420 га;
Максимальна глибина — до 95 м;
Об’єм води — близько 124 млн м³;
Походження — техногенне, утворене внаслідок контрольованого затоплення кар’єру;
Характеристика — прісноводне, з низькою мінералізацією, придатне для існування водної фауни.
У водойму з півночі впадає річка Крехівка, з півдня вода витікає до річки Свічі. До початку гірничих робіт (до 1971 року) Крехівка впадала безпосередньо в Дністер, однак її русло було змінено.

## Екологічна ситуація
```
На території колишнього рудника спостерігаються:
```

Зсувні процеси північно-східній частині із за підмивання берега, поблизу с. Подорожнє;
Після завершення першого етапу рекультивації інші заходи не були реалізовані, що створює ризики техногенного характеру.

## Природно-техногенний ландшафт
```
Сьогодні територія рудника є унікальним природно-техногенним комплексом площею близько 15 км², центром якого є Подорожненське озеро. Ландшафт формується природним шляхом і поступово набуває екологічної цінності.
```

## Флора і фауна
```
Після зупинки промислової діяльності територія стала притулком для численних видів тварин.
```

### Ссавці
дикі свині, зайці, лисиці, ондатри, видри, бурозубки, жовтогорлі миші, куниці.

### Риби
понад 18 видів, зокрема короп, сазан, плотва, карась, окунь, щука.

### Птахи
```
За даними орнітолога І.М. Шидловського, на території озера та прилеглих лісових масивів зустрічаються:
```

влітку: зяблик, зеленяк, костогриз, синиця велика, дрізд співочий, дятел сивий, зозуля, горлиця;
взимку: синиця блакитна, жовтоголовий корольок, сойка, снігур, омелюх, строкатий дятел.
Озеро має важливе значення для водоплавних птахів. Відзначено:
види Червоної книги України: лелека чорний, скопа, гоголь, довгоніг, кульон великий;
інші види: бугай, Чепура велика, Чапля руда, Гуска сіра, Галагаз, Широконіска.

## Рекреаційний потенціал
```
Попри відсутність офіційної рекреаційної інфраструктури, озеро використовується місцевими жителями для відпочинку та купання. Завдяки чистій воді, наявності риби та мальовничим пейзажам територія має перспективи для розвитку туризму та екологічної рекреації.
```

## Цікаві факти
- Подорожненське озеро — найглибше техногенне озеро в Україні;

- Вода в кар’єрі має характерний бірюзовий колір через присутність сірчаних і мінеральних домішок

- Рудник був однією з частин потужного хімічного комплексу «Сірка», який включав видобувні та переробні підприємства в кількох районах Львівської області.

- У радянські часи рудник був одним із провідних джерел видобутку сірки в СРСР.